# Burg Gisors

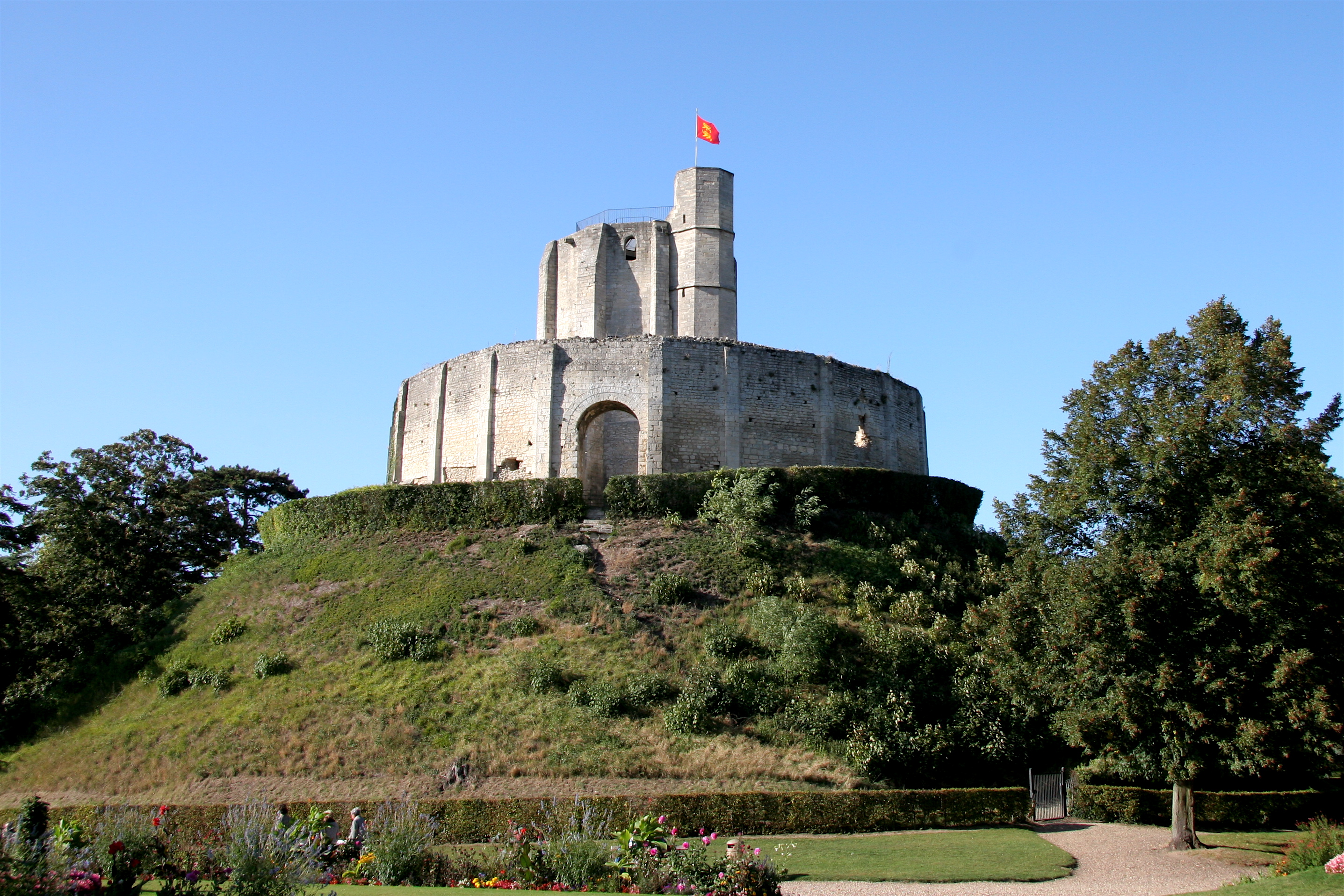
Die Burgruine Gisors

Die Burg Gisors ist die Ruine einer Turmhügelburg in der französischen Stadt Gisors im Département Eure, Region Normandie und stammt aus dem 11. Jahrhundert. Ihr Wehrturm (Donjon) steht auf einer Motte, einem 1097 künstlich angelegten Erdhügel. Ab 1106 wird die Burg errichtet, 1113 ist sie fertiggestellt.

## Erbauungsphase
Die Burg besaß eine einzigartige strategische Lage an der Grenze zur Normandie, deren Herzöge von 1066 bis 1204 auch Könige von England waren. Als Erbauer des „Castrum Gisortis“ gilt Robert II. de Bellême im Auftrag von Wilhelm II. von England, 1101 übernimmt Thibaud Pagan die im Bau befindliche Burg, der sie weiter ausbauen lässt. Im Fertigstellungsjahr 1113 wurde hier der Frieden von Gisors geschlossen. 1119 empfing hier König Heinrich I. von England Papst Calixtus II., der zwischen zwei christlichen Königen vermitteln sollte. Wegen der anhaltenden Grenzprobleme zwischen Frankreich und England wird die Burg 1158 durch die Tempelritter übernommen, die sie für Heinrich den Jüngeren (Sohn von Heinrich II. von England) und dessen Ehefrau Margarethe von Frankreich (Heirat 1161) während deren Minderjährigkeit verwalteten. Durch einen Verrat lieferten die Templer 1164 die Burg Heinrich II. von England aus, der die Burg ausbaut. Am 11. April 1165 hatte Heinrich II. mit dem französischen König Ludwig VII. auf der Burg verhandelt. 1191 ist sie wieder im Besitz von Frankreich, das für die Errichtung des Gefangenenturms sorgt.

## Gerüchte um den Templerschatz
Besonders bekannt wurde sie, weil der Legende nach in ihr der Templerschatz versteckt worden sein soll, nachdem der französische König Philipp IV. am 13. Oktober 1307 die Führungsspitze des Ordens verhaften ließ. Insbesondere hat das Gérard de Sède behauptet in seinem Buch Die Templer sind unter uns von 1963. Er stützt sich auf eine phantasievolle Interpretation einer Aussage eines Templerritters in den Verhören nach deren Verhaftung, dass am Vortag der Verhaftung hohe Templer unter Gerard de Villers und Hugo von Chalons die Pariser Templerzentrale mit drei Karren mit 50 Pferden verlassen hätten, wobei er die drei Karren als verschlüsselten Hinweis auf Gisors sah, die er die Burg der drei Wagen nannte aufgrund einer Sternkonstellation bei Gründung der Burg. Sie wollten nach de Sède den Schatz ursprünglich verschiffen (im Hafen Eu nach de Sède), wären aber durch Wegsperren gehindert worden. Gisors lag an einer alten Römerstraße zwischen Paris und Eu. Eine weitere Unterstützung sah er in den Aussagen des ehemaligen Gärtners und Führers der Burg Roger Lhomoy, der 1946 illegal Grabungen ausgehend vom alten Brunnen der Burg durchführte (siehe unten).
Nach Demurger waren die vier höchsten Vertreter des Templerordens (Jacques de Molay, Hugues de Pairaud, Geoffroy de Charnay und Godefroi de Gonneville) in der Zeit zwischen 1310 und dem endgültigen Urteil im März 1314 als Gefangene des Königs auf Gisors inhaftiert worden. In dieser Zeit gibt es keine überlieferten Nachrichten von ihnen. Nach Hersan ließ Philipp der Schöne 1314 einen Unbekannten im Turm von Gisors inhaftieren, mit dem niemand sprechen durfte.

## Weitere Entwicklung
Ab dem 9. Januar 1419 kam sie während einer Belagerung durch Heinrich V. bis 1449 erneut in englischen Besitz, erst am 16. August 1449 geht sie endgültig in französischen Staatsbesitz über. Gisors selbst hatte am 24. September 1419 kapituliert. 1591 wurde die Burg stillgelegt, bereits 1862 wird sie zum historischen Monument erklärt.

## Grabungen
Seit 1929 arbeitete Roger Lhomoy als Kastellan in der Burg Gisors. Ihm blieben die sagenumwobenen angeblichen Templerschätze nicht verborgen. 1941 unternahm Lhomoy deshalb verschiedene Grabungen auf eigene Faust, bis er im März 1946 angeblich in der Motte der Burg eine der Heiligen Katharina von Alexandrien geweihte romanische Kapelle fand. Dazu hatte er den alten Burgbrunnen vom Schutt befreit (bis rund 30 m Tiefe) und Querstollen vom Brunnenboden aus vorgetrieben. Er fand nach eigenen Angaben eine romanische Grabkapelle mit Steinsarkophagen und Metalltruhen. Als er den Fund meldete, untersagten die Behörden aber weitere Nachforschungen (die von Lhomoy gegrabenen Gänge waren stark einsturzgefährdet) und schütteten den Brunnen wieder zu. Der herbeigerufene Bürgermeister überprüfte den Fund nicht, sondern ließ Lhomoys abenteuerliche Selbstbaustollen wegen der großen Einsturzgefahr durch deutsche Kriegsgefangene zuschütten. Lhomoy wurde verspottet, weshalb er einige Jahre später entnervt und gebrochen Gisors verließ.

## Grabungswelle
1962 veröffentlichte der französische Journalist Gérard de Sède, bei dem Lhomoy als Stallknecht gearbeitet hatte, sein Buch Die Templer sind unter uns oder Das Rätsel von Gisors. De Sede stützte seine Thesen auf die Berichte Lhomoys sowie eigene Recherchen. Das Buch entwickelte sich zum Bestseller und lenkte die Aufmerksamkeit der Öffentlichkeit auf die Burg. Eine Welle von Grabungen durch Amateure brach über die Burg hinein. Lhomoy konnte beim französischen Staatspräsidenten Charles de Gaulle eine Wiederaufnahme der Grabungen von offizieller Seite erreichen, doch fehlte ihm die Zustimmung des Burgeigentümers, dem Bürgermeister von Gisors. De Gaulle beauftragte Kultusminister André Malraux mit den Grabungsmaßnahmen an der Burganlage im Februar 1964. Auf dessen Veranlassung hin sperrte das Militär für Monate die Burg und begann die Arbeiten. Diese destabilisierten jedoch die Motte, und der Turm der Burg drohte einzustürzen. Die Grabungen mussten daraufhin bereits im März 1964 ergebnislos eingestellt werden. Seither sind weitere Ausgrabungen untersagt. Den Donjon für weitere Grabungen abzufangen und zu stützen würde einen erheblichen Aufwand erfordern, wobei immer noch nicht sicher wäre, dass weitere Grabungen diesen nicht doch noch zum Einsturz brächten.